# Aucana platnicki
Aucana platnicki är en spindelart som beskrevs av Huber 2000. Aucana platnicki ingår i släktet Aucana och familjen dallerspindlar. Inga underarter finns listade.